# 森特維爾 (蒙大拿州)
森特維爾（英語：Centerville）是位於美國蒙大拿州喀斯喀特縣的普查規定居民點。

## 人口
根據2020年美國人口普查的數據，森特維爾的面積為1.54平方千米，皆為陸地。當地共有人口32人，而人口密度為每平方千米20.78人。